# Meysemolen
De Meyssemolen is een watermolen in de Vlaams-Brabantse plaats Meise gelegen aan Sint-Annastraat 33.
Deze watermolen op de Amelgemse Molenbeek van het type bovenslagmolen fungeerde als korenmolen.

## Geschiedenis
In 1570 werd al melding gemaakt van een watermolen op deze plaats. Deze hoorde toe aan Willem van Oranje die baanderheer van Grimbergen was. Later was hij onder meer in bezit van Willem III van Oranje en vervolgens van de familie Vander Linden d'Hoogvorst. In 1881 werd Charlotte van België de eigenares. In 1937 werd de molen verkocht aan een particuliere molenaar.
De molen werd heropgericht in 1761 en 1835. In 1904 werd een stoommachine geplaatst hoewel er ook met waterkracht werd gemalen. In 1954 werd een elektromotor geïnstalleerd. Kort na 1959 werd het waterrad verwijderd en tot na 1980 werd nog elektrisch gemalen. Daarna werd de maalinrichting ook verwijderd en werd het molenhuis ingericht als woning.
Hoewel een groot deel van de molen sterk werd gewijzigd in de 19e en de 20e eeuw is een 18e-eeuwse kern nog aanwezig.
- Inventaris van het Bouwkundig Erfgoed (Vlaanderen): 40150